# 최나영
최나영(1994년 8월 17일 ~ )은 대한민국의 가수다. 2015년 싱글 앨범 [니가좋아]로 데뷔했다.

## 학력
- 한양여자대학 실용음악과
- 풍동고등학교
- 현산중학교
- 현산초등학교

## 방송
- K팝스타 2 (2012) - Top33

## 경력
- 한대수밴드 코러스
- 손무현밴드 코러스
- KBS 배철수 7080 코러스참여

## 피쳐링
- 다인 - 사랑이 이런 거였으면 (2015)
- 8390프로젝트 - 아는 오빠 얘기 (2015)